# Testeboån (naturreservat)
Testeboån är ett naturreservat som omfattar ett område kring Testeboån nedre lopp mellan Oslättfors och Europaväg 4 strax ovanför Åbyggeby i Gästrikland. Testeboån är platsen för Sveriges nordligaste bestånd av vild ek.